# Instituto de Tecnologia da Informação do Sri Lanka
O Instituto de Tecnologia da Informação do Sri Lanka (em inglês: Sri Lanka Institute of Information Technology; sigla SLIIT) é uma universidade pública de tecnologia do Sri Lanka focada principalmente em tecnologia da informação. Foi criada pelo governo do Sri Lanka em 1999. O campus principal está localizado em Malabe, a 16 quilômetros de Colombo. A universidade também possui um campus em Colombo, a maior cidade do país. O instituto oferece mestrados e bacharelados em computação, administração e engenharia e é uma das principais universidades nas áreas de tecnologia da informação, eletrônica e gestão do país, bem como uma universidade de pesquisa.